# ليام راش
ليام راش (بالإنجليزية: Liam Rush)‏ مواليد 29 يناير 1982، هو لاعب كرة سلة أسترالي بدأ مسيرته الاحترافية في سنة 2003 يلعب في الدوري السويدي لكرة السلة ويحمل الرقم 8. يبلغ طوله 6 قدم 7 1⁄2 بوصة (2.0 م).

## روابط خارجية
- ليام راش على موقع كرة السلة الأوروبية.كوم (الإنجليزية)
- ليام راش على موقع ريلجم (الإنجليزية)
- ليام راش على موقع بروبوليرز (الإنجليزية)
- ليام راش على موقع سبورتس رفرنس (الإنجليزية)